# MCD-6071
MCD-6071 — крылатая ракета, созданная по заказу  ВВС Италии.
MCD-6071 — итальянская стратегическая авиационная крылатая ракета, разработанная в 1987, однако серийное производство началось только в конце 1994 года. В тот же 1994 год ракета была принята на вооружение.
MCD-6071 использовалась для поражения целей всех классов. Сама ракета запускалась ещё задолго до достижения противником поля боя и за счёт большого радиуса действия она работала отлично.
Длина, м
5,62
Диаметр корпуса, м
0,501
Размах крыльев, м
2,7
Стартовый вес, кг
1100
Масса боевой части, кг
380
Мощность боевой части, кг ТНТ
~ 400—700
Дальность полёта, км
2500
Скорость полёта, км/ч
810—940
Высота пуска, м
200—12000
Высота полёта на маршевом участке, м
30-200
Точность (КВО), м
до 10.